# Uropeltis woodmasoni
Espèce
Synonymes
- Silybura melanogaster Günther, 1875
- Silybura woodmasoni Theobald, 1876
- Silybura nigra Beddome, 1878

Statut de conservation UICN

 LC  : Préoccupation mineure
Uropeltis woodmasoni est une espèce de serpents de la famille des Uropeltidae. 

## Répartition
Cette espèce est endémique du sud de l'Inde.

## Taxinomie
Silybura melanogaster Günther, 1875 est un homonyme de Silybura melanogaster (Gray, 1858). Il a donc été remplacé par le premier nom suivant disponible par Gans, 1966.

## Publication originale
- Theobald, 1876 : Descriptive catalogue of the reptiles of British India, p. 1-238 (texte intégral).